# Una noche de primavera sin sueño
Una noche de primavera sin sueño es la primera obra de teatro estrenada por Enrique Jardiel Poncela; el estreno fue en el teatro Lara de Madrid el 28 de mayo de 1927.

## Argumento
Mariano y Alejandra son un matrimonio que entran en fuerte crisis tras una discusión que tiene lugar en la habitación del domicilio conyugal. Esa noche, Mariano decide abandonar la casa, entre amenazas de divorcio. Inmediatamente, entra por el balcón Valentín, extraño individuo en difíciles circunstancias. El resto de personajes estrafalarios desfilará por el escenario complicando la trama, como Adelaida (la madre de Alejandra) y Berta (hermana de Valentín).

## Personajes
- Mariano
- Alejandra
- Valentín
- Adelaida
- Berta
- Raúl
- Lisa
- La Doncella
- Gerardo

## Representaciones destacadas
- Teatro (estreno, 1927). Intérpretes: Hortensia Gelabert (Alejandra), Salvador Soler Marí (Mariano), Emilio Thuillier (Valentín), Concha Catalá (Adelaida), Juan Balaguer (Raúl).
- Teatro (1942). Intérpretes: Joaquín Roa.
- Teatro (1950). Intérpretes: Ismael Merlo, Társila Criado, Amparo Soler Leal, Guadalupe Muñoz Sampedro.
- Televisión (5 de agosto de 1964, en el espacio Primera fila, de TVE), Intérpretes: Jesús Puente, Fernando Delgado, Margot Cottens, Tina Sáinz, Luis Varela, Paco Morán.
- Teatro (1979). Intérpretes: Valeriano Andrés, Ricardo Merino, María Elías, Elisenda Ribas.
- Teatro (2001). Dirección: Gerardo Malla. Intérpretes: Pedro Osinaga, Julia Trujillo, Blanca Marsillach, Fernando Lage.